# Ahlendung
Ahlendung ist ein Wohnplatz in der Gemeinde Kürten im Rheinisch-Bergischen Kreis.

## Geschichte
Ahlendung entstand in der zweiten Hälfte des 19. Jahrhunderts als Streusiedlung. Die Gemeinde- und Gutbezirksstatistik der Rheinprovinz führt Ahlendung 1871 mit zehn Wohnhäusern und 43 Einwohnern auf. Ab der Preußischen Neuaufnahme von 1893–1896 ist der Ort auf Messtischblättern regelmäßig als Ahlendung verzeichnet.
In der Aufstellung des Königreichs Preußens für die Volkszählung 1885 wurde Ahlendung als Wohnplatz der Landgemeinde Kürten im Kreis Wipperfürth aufgeführt. Zu dieser Zeit wurden zehn Wohnhäuser mit 41 Einwohnern gezählt. 1895 besitzt der Ort zehn Wohnhäuser mit 56 Einwohnern, 1905 werden zehn Wohnhäuser und 49 Einwohner angegeben und gehörte konfessionell zum katholischen Kirchspiel Biesfeld.
Der Name Ahlen bedeutet eng, schmal, „dong“ kommt von „donk“, was so viel wie Aufschüttung bedeutet. Mundartlich spricht man von op d'r Dong.

## Wanderwege
Durch den Ort führt die zweite Etappe des Bergischen Panoramasteiges zwischen Lindlar und Biesfeld und der Wanderweg „Rund um Kürten“ (K im Kreis). Ein Hauptwanderweg des SGV (>4) und die Rundwanderwege A2 und A3 durchqueren den Ort ebenfalls.

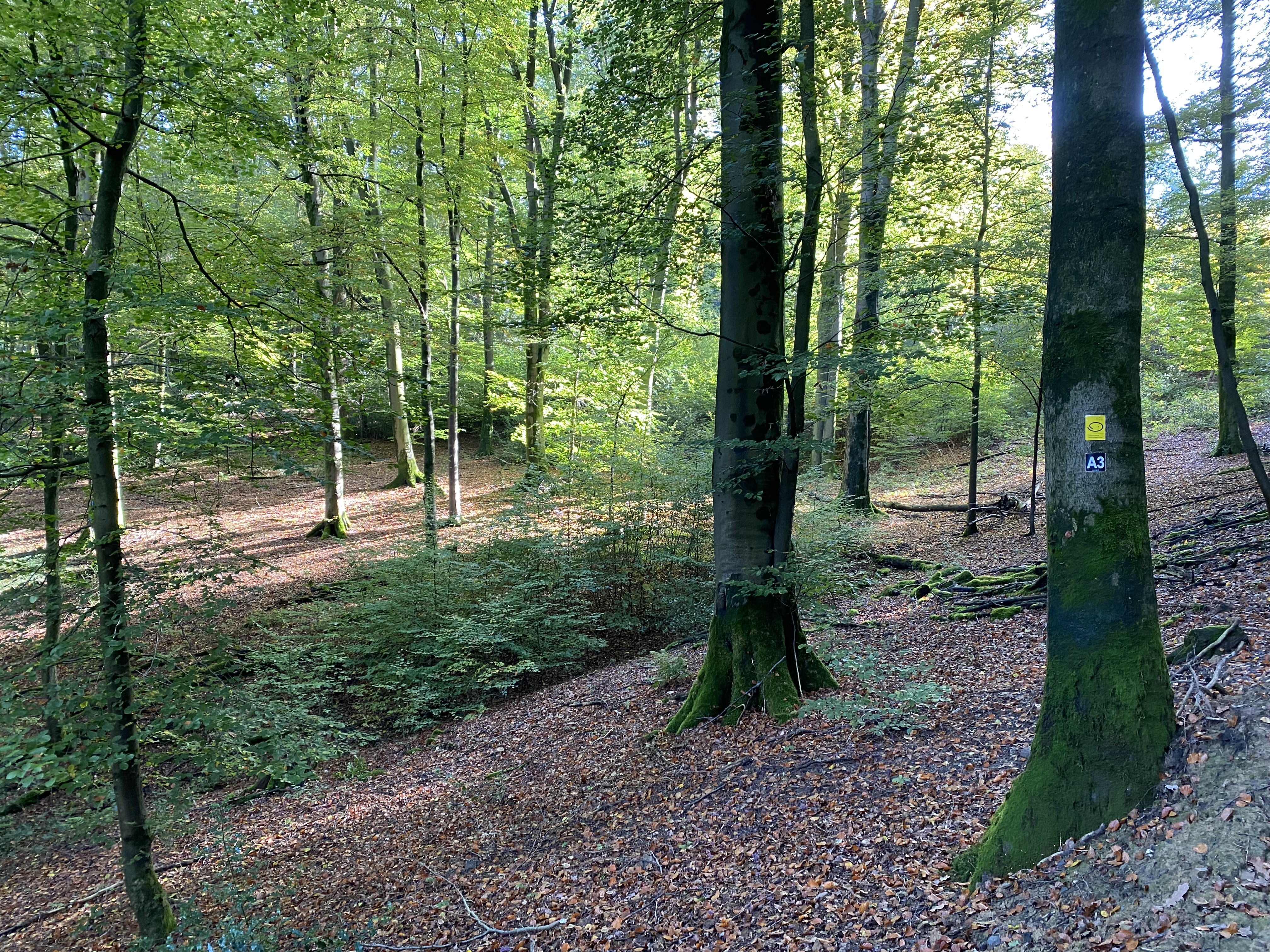
Berg. Panoramasteig nach Dahl
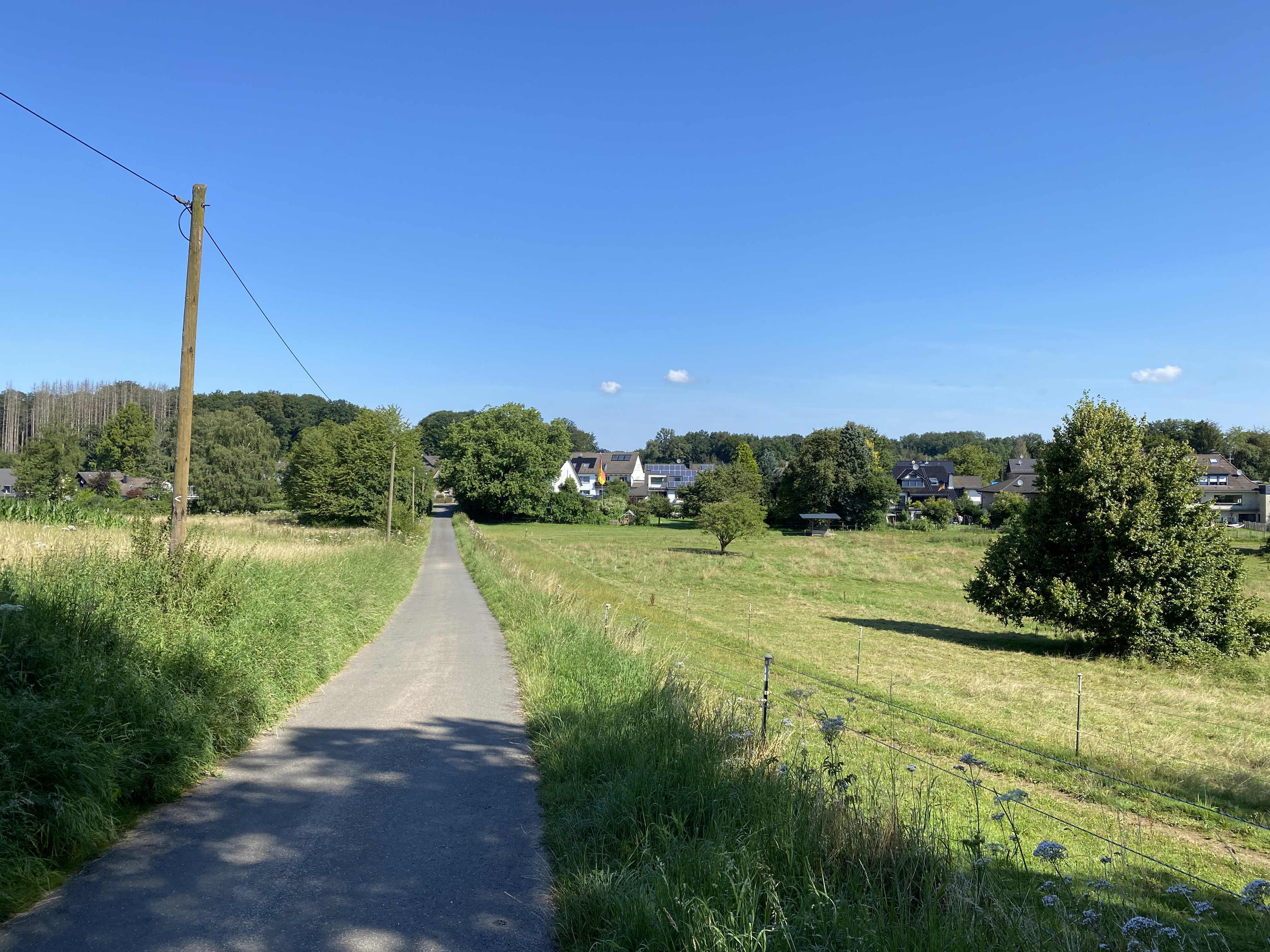
Weg von Niederkollenbach nach Ahlendung
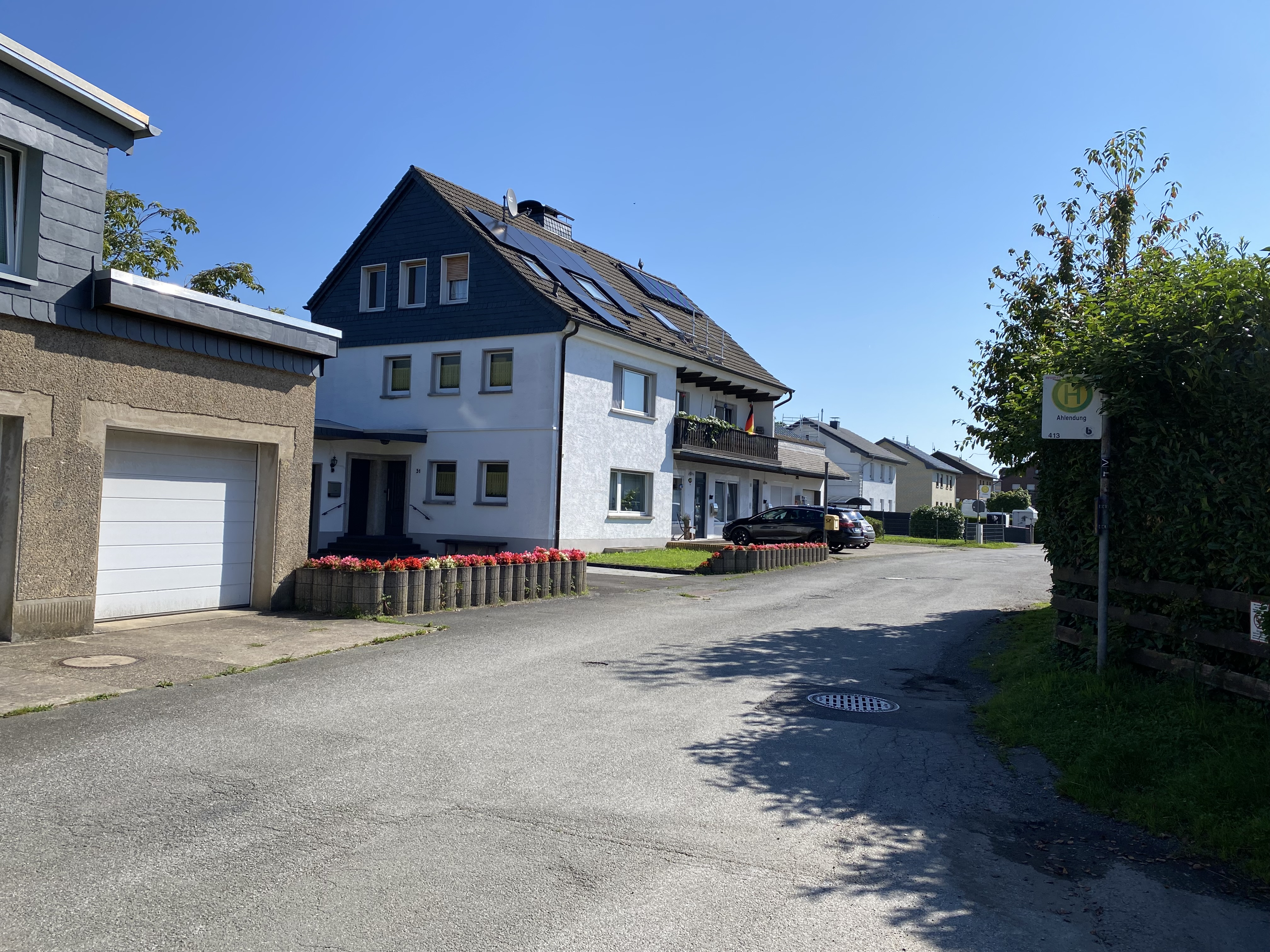
Straße in Ahlendung
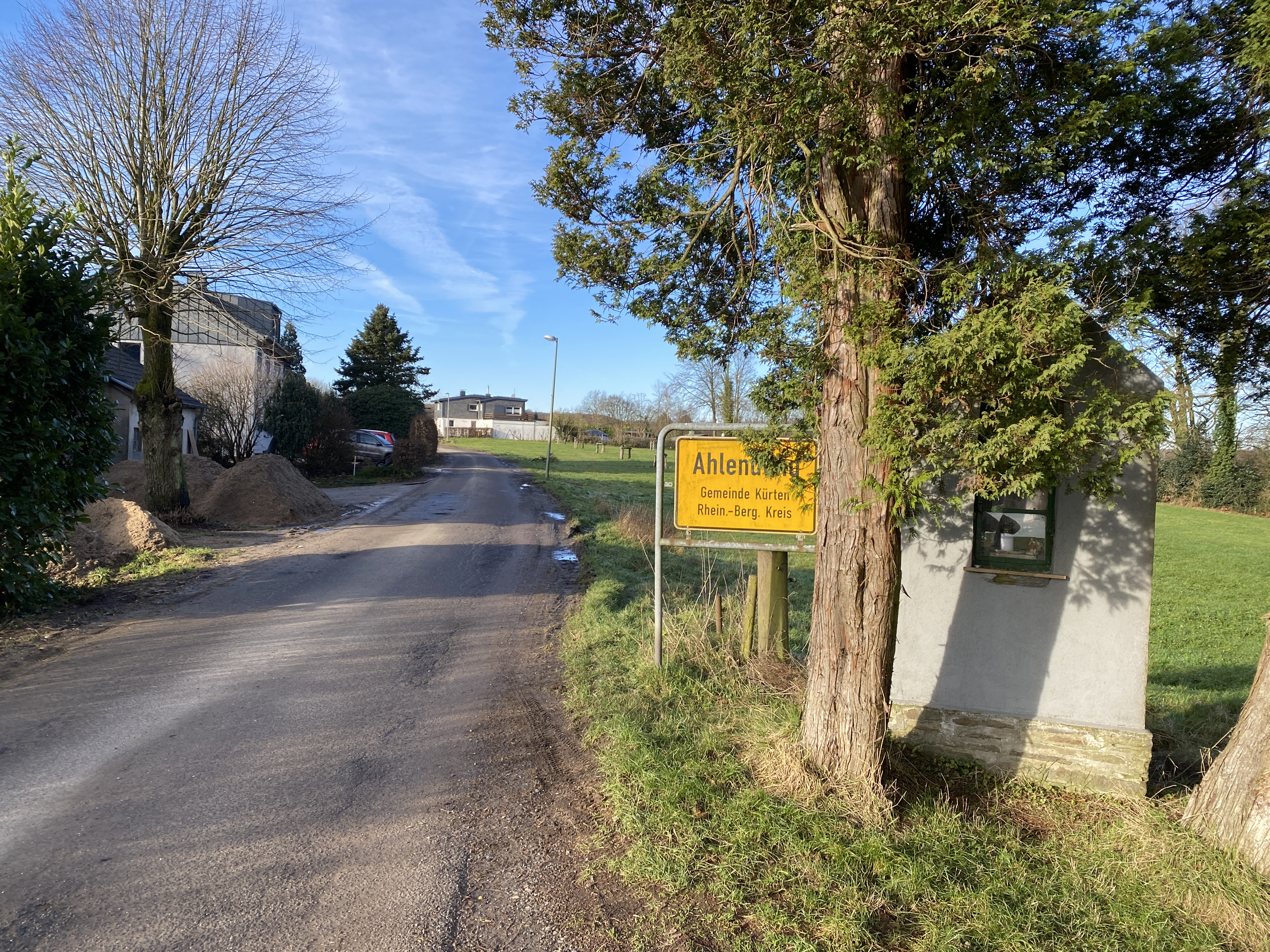
östl. Ortseingang mit Heiligenhäuschen